# Srednje Brdo
Srednje Brdo este o localitate din comuna Gorenja vas - Poljane, Slovenia, cu o populație de 97 de locuitori.